# Жак Перрен
Жак Перре́н (фр. Jacques Perrin, справжні ім'я та прізвище — Жак Андре́ Сімоне́ (фр. Jacques André Simonet); 13 липня 1941, Париж — 21 квітня 2022, там само) — французький актор, кінорежисер та кінопродюсер.

## Біографія
Жак Андре Сімоне народився 13 липня 1941 року в Парижі, Франція, в сім'ї режисера театру Комеді Франсез Александа Сімоне й акторки Марі Перрен. Він також є племінником актора Антуана Бальпетре. З п'ятнадцяти років він з'являється на сцені, а потім вступає з однією зі своїх сестер Евою Сімоне до Вищої національної консерваторії драматичного мистецтва (клас Жана Йонвеля).

## Кар'єра в кіно
У 5-річному віці Жак Перрен виконав роль хлопчика у фільмі Марселя Карне «Ворота ночі» (1946). Дебют Перрена-актора відбувся 1957 року у фільмі Клола Буассоля «Ведмежа шкура». У 1960 році він знявся у двох помітних стрічках — «Дівчина з валізою» Валеріо Дзурліні та «Істина» Анрі Жоржа Клузо. Партнерками Перрена у цих фільмах були Клаудія Кардінале (у першому фільмі), Бріжіт Бардо і Марі Жозе Нат (у другому). Одну з найзначніших ролей Жак Перрен зіграв в екранізації знаменитого роману Бориса Віана «Піна днів», здійсненою Шарлем Бельмоном. Перрен запам'ятався також у мюзиклі Жака Демі «Дівчата з Рошфора» (1967), в метафізичній притчі В. Дзурліні «Пустеля татар» (1976), в «морському романі» П'єра Шендорфера «Краб-барабанщик» (1977). У 1967 році за роль у фільмі «Пошуки» та роль Мікеле у фільмі Вітторіо Де Сіки «Напівлюдина» (обидва 1966) Перрен отримав як найкращий актор «Кубок Вольпі» на Міжнародному кінофестивалі у Венеції.
З 1968 року Жак Перрен виступає як продюсер, у тому числі фільмів зі своєю участю. Він заснував власну кінокомпанію, яка спочатку мала назву «Reggane Films», а потім — «Galatée Films». Фільми Перрена-продюсера двічі номінувалися на «Оскара», висувалися на Премію Британської кіноакадемії, премії «Сезар» та «Гоя». Найбільшим успіхом стали спродюсовані Перреном неігрові стрічки про дику природу — «Плем'я мавп» (1989), «Мікрокосмос» і «Птахи» (2001).

## Особисте життя
Жан Перрен одружений з 1995 року на акторці Валентині Перрен. Подружжя має трьох синів: Матьє Сімоне(1975) і Максанса Перрена (1995) — обоє актори, та Лансело Перрена (нар. 2000), який знявся разом з батьком у фільмі «Океани».

## Фільмографія
Ролі в кіно
| Рік       |     | Українська назва              | Оригінальна назва                    | Роль                                          |
| --------- | --- | ----------------------------- | ------------------------------------ | --------------------------------------------- |
| 1957      | ф   | Ведмедяча шкура               | La peau de l'ours                    | Філіпп Ледру                                  |
| 1959      | ф   | Зелені жнива                  | La verte moisson                     | Жан-Луї Мені                                  |
| 1960      | ф   | Істина                        | La vérité                            | Жером                                         |
| 1960      | ф   | Дівчина з валізою             | La ragazza con la valigia            | Лоренцо Файнарді                              |
| 1961      | ф   | Німфетки                      | Les nymphettes                       | Філіп                                         |
| 1961      | ф   | Старі добре тримаються        | Les croulants se portent bien        | Мішель                                        |
| 1962      | ф   | Сонце в очі                   | Le soleil dans l'oeil                | Фредерік                                      |
| 1962      | ф   | Сімейна хроніка               | Cronaca familiare                    | Лоренцо                                       |
| 1962      | ф   | Сатана там править бал        | Et Satan conduit le bal              | Іван                                          |
| 1963      | ф   | Венеційський пекар            | Il fornaretto di Venezia             | П'єтро                                        |
| 1963      | ф   | Розтління                     | La corruzione                        | СтефАнноМаттолі                               |
| 1964      | ф   | У всі тяжкі                   | La calda vita                        | Фреді                                         |
| 1964      | ф   | Порушення пристойності        | Oltraggio al pudore                  | Габріель                                      |
| 1964      | ф   | Удача і любов                 | La chance et l'amour                 | Марк Бізе (епізод “Les Fiancés de la chance”) |
| 1965      | ф   | 317-й взвод                   | La 317ème section                    | молодший лейтенант Торрен                     |
| 1965      | ф   | Вбивця у спальному вагоні     | Compartiment tueurs                  | Данієль                                       |
| 1966      | ф   | Демаркаційна лінія            | La ligne de démarcation              | Мішель                                        |
| 1966      | ф   | Пошуки                        | La busca                             | Мануель                                       |
| 1966      | ф   | Напівлюдина                   | Un uomo a metà                       | Мішель                                        |
| 1966      | кф  | Гримаса                       | La grimace                           |                                               |
| 1967      | ф   | Дівчата з Рошфора             | Les demoiselles de Rochefort         | Максенс                                       |
| 1967      | ф   | Одна людина зайва             | Un homme de trop                     | Керк                                          |
| 1967      | ф   | Дурень                        | Le grand dadais                      | Ален Кенар                                    |
| 1967      | ф   | Горизонт                      | L'horizon                            | Антонін                                       |
| 1968      | ф   | Непристойна жінка             | La petite vertu                      | Фердінанд / Фредді                            |
| 1968      | ф   | Піна днів                     | L'écume des jours                    | Колен                                         |
| 1968      | ф   | Життя вночі                   | Vivre la nuit                        | Філіп                                         |
| 1968      | ф   |                               | Rose rosse per Angelica              | шевальє де Верлен                             |
| 1969      | ф   | Дзета                         | Z                                    | фотожурналіст                                 |
| 1969      | ф   | Запрошена                     | L'invitata                           | Лоран                                         |
| 1969      | ф   | Американець                   | L'américain                          | Патрік                                        |
| 1970      | ф   | Віслюча шкіра                 | Peau d'âne                           | прекрасний принц                              |
| 1970      | ф   | Душитель                      | L'étrangleur                         | Еміль                                         |
| 1971      | ф   | Гойя, історія самотності      | Goya, historia de una soledad        |                                               |
| 1971      | ф   | Бланш                         | Blanche                              | Бартоломео                                    |
| 1972      | ф   | Стан облоги                   | État de siège                        | телефонний оператор                           |
| 1973      | ф   | Дім, милий дім                | Home Sweet Home                      | Жак, соціальний працівник                     |
| 1975      | ф   | Спеціальний відділ            | Section spéciale                     | Лафарж, адвокат за призначенням суду          |
| 1976      | ф   | Пустеля Тартарі               | Il deserto dei tartari               | Дрого                                         |
| 1977      | ф   | Краб-барабанщик               | Le Crabe-Tambour                     | лейтенант Вілсдорф, «Краб-барабанщик»         |
| 1977      | ф   | Неминуча жертва               | La Part du feu                       | Жак Ноблє                                     |
| 1979      | ф   | Усиновлення                   | L'adoption                           | Жак                                           |
| 1979      | с   | Східний експрес               | Orient-Express                       | Дам'єн                                        |
| 1980      | ф   | Легіон висаджується в Колвезі | La légion saute sur Kolwezi          | посол Бертьє                                  |
| 1980      | ф   | Чорна мантія для вбивці       | Une robe noire pour un tueur         | Люсьєн Лебеск                                 |
| 1981      | ф   | Непокірність                  | La disubbidienza                     | Даріо                                         |
| 1981      | ф   | Кров яскрава                  | Le sang du flamboyant                | Жорж Делорм                                   |
| 1982      | ф   | Буремні сорокові              | Les quarantièmes rugissants          | Жульєн Дантек                                 |
| 1982      | ф   | Честь капітана                | L'honneur d'un capitaine             | капітан Карон                                 |
| 1983      | тф  | Пабло мертвий                 | Pablo est mort                       | Максим Бланше                                 |
| 1984      | ф   | Слідчий                       | Le juge                              | суддя Франсуа Мюллер                          |
| 1984      | ф   | Рік медуз                     | L'année des méduses                  | Вік                                           |
| 1984      | ф   | Слова і музика                | Paroles et musique                   | Ів                                            |
| 1985      | ф   | Слово поліцейського           | Parole de flic                       | Стефан Реньє                                  |
| 1985      | тф  | Червона трава                 | L'herbe rouge                        | мосьє Брюль                                   |
| 1987      | с   | Генерал                       | Il generale                          | Віктор Емануель II                            |
| 1987      | с   | Ніхто не повернеться назад    | Nessuno torna indietro               | Алехандро                                     |
| 1988      | с   | Холодний піт                  | Sueurs froides                       | Етьєн Руффек                                  |
| 1988      | ф   | Новий кінотеатр «Парадізо»    | Nuovo Cinema Paradiso                | Сальваторе “Тото” Ді Віта, дорослий           |
| 1988—1994 | с   | Висока напруга                | Haute tension                        | П'єр Делоне                                   |
| 1988—1991 | с   | Шантаж                        | Il ricatto                           | Гроссі                                        |
| 1988      | с   | Медицина для людей            | Médecins des hommes                  | Жульєн                                        |
| 1989      | ф   | Ванільно-полуничне морозиво   | Vanille fraise                       | Гійом Форестьє                                |
| 1989      | тф  | Манон Ролан                   | Manon Roland                         | Жан-Марі Ролан де Ла Платьєр                  |
| 1990      | ф   | У них все добре               | Stanno tutti bene                    |                                               |
| 1990      | ф   | Ім'ям суверенного народу      | In nome del popolo sovrano           | дон Уго Бассі                                 |
| 1990      | тф  | Втеча з раю                   | Fuga dal paradiso                    | Елісео                                        |
| 1991      | ф   | Бічна алея                    | La contre-allée                      | Данієль                                       |
| 1991      | ф   | Суцільний обман               | Rien que des mensonges               | Антуан, чоловік Мюріель                       |
| 1992      | тф  | Доторкнися і помри            | Touch and Die                        | Штойбен                                       |
| 1992      | ф   | Тінь                          | L'ombre                              | Гійом                                         |
| 1992      | ф   | Втеча невинного               | La corsa dell'innocente              | Давид Рієнці                                  |
| 1992      | ф   | Сплячі очі                    | Les eaux dormantes                   | Дав'ю                                         |
| 1992      | тф  | Дружина коханця               | La femme de l'amant                  | Ален                                          |
| 1993      | ф   | Довге мовчання                | Il lungo silenzio                    | суддя Марко Канова                            |
| 1993      | с   | Замок олив                    | Le château des oliviers              | П'єр Северен                                  |
| 1993      | с   | Аліс Невер                    | Le Juge est une femme                | професор Лапуж                                |
| 1993      | тф  | Шпигун у чорному              | Missus                               | отець Володимир, Люцифер                      |
| 1993      | ф   | «Дівчата...» через 25 років   | Les demoiselles ont eu 25 ans        |                                               |
| 1994      | ф   | Монпарнас-Пондішері           | Montparnasse-Pondichéry              | Рауль Марке                                   |
| 1995      | тф  | Маленька особлива дівчина     | Une petite fille particulière        | Делла Санта                                   |
| 1995      | тф  | Сторінка любові               | Une page d'amour                     | доктор Деберль                                |
| 1996      | тф  | Червона мафія                 | Mafia rouge                          | Сидячий Бик                                   |
| 1996      | тф  | Пограбування у повітрі        | Hold-up en l'air                     | Домінік Скалья                                |
| 1996      | ф   | Мовчання гармат               | Le silence des fusils                | Жан-П'єр Лафон                                |
| 1997      | тф  | Кохання в Амбуші              | Love in Ambush                       | Паскаль Ласалль                               |
| 1997      | тф  | Надійна людина                | Un homme digne de confiance          | Франсуа Вентурі                               |
| 1997      | тф  | У саме серце                  | In fondo al cuore                    | професор Сільвестрі                           |
| 1998      | тф  | Білий слон                    | L'elefante bianco                    | Барта                                         |
| 1998      | тф  | Нарешті під вінець            | Vado e torno                         | Ла Рошель                                     |
| 1998      | ф   | Перша музика                  | Prima la musica, poi le parole       | Ланфранко                                     |
| 1999      | тф  | Нора                          | Nora                                 | Фелікс                                        |
| 1999      | ф   | Я не винен                    | C'est pas ma faute!                  | Етьєн                                         |
| 1999      | тф  | Нана                          | Nanà                                 | маркіз де Вондевр                             |
| 2000      | ф   | Місце злочину                 | Scènes de crimes                     | головний доглядач                             |
| 2000      | тф  | Дитина, секрет                | Un enfant, un secret                 | П'єр Анселін                                  |
| 2001      | ф   | Братство вовка                | Le Pacte des loups                   | Томас д'Апші (старий)                         |
| 2002      | ф   | Любов і надія                 | Ti voglio bene Eugenio               | Федеріко                                      |
| 2003      | ф   | Глибина                       | Deep Blue                            | читець (озвучування)                          |
| 2003      | ф   | Король вищий за хмари         | Là-haut, un roi au-dessus des nuages | Анрі Ланверн, кінорежисер                     |
| 2003—2004 | с   | Френк Ріва                    | Frank Riva                           | Хав'єр Унгер                                  |
| 2004      | ф   | Хористи                       | Les Choristes                        | П'єр Моранж, дорослий                         |
| 2004      | тф  | Материнський біль             | La peine d'une mère                  | Жозеф                                         |
| 2004      | тф  | Електрошок                    | Electrochoc                          | Франсуа                                       |
| 2005      | ф   | Молодий лейтенант             | Le petit lieutenant                  | суддя Серж Клермон                            |
| 2005      | ф   | Пекло                         | L'enfer                              | Фредерік                                      |
| 2007      | тф  | Забуте піаніно                | Le piano oublié                      | Бенжамен                                      |
| 2007      | с   | Спис долі                     | La lance de la destinée              | Давид Леві                                    |
| 2008      | тф  | Італійський набіг             | Hold-up à l'italienne                | Віктор                                        |
| 2009      | док | Океани                        | Océans                               | оповідач (французька версія)                  |
| 2011      | тф  | Людовик XI: Розбита влада     | Louis XI, le pouvoir fracassé        | Людовик XI                                    |
| 2014      | тф  | Рішельє. Мантія і кров        | Richelieu, la pourpre et le sang     | Рішельє                                       |
| 2014      | тф  | Прикордонний стан             | Borderline                           | Анрі ван Рой                                  |
| 2015      | с   | Секрет Елізи                  | Le secret d'Elise                    | Ален Годо                                     |

Продюсер
| Рік  |      | Назва українською                 | Оригінальна назва                 | Режисер                                                  | Примітки             |
| ---- | ---- | --------------------------------- | --------------------------------- | -------------------------------------------------------- | -------------------- |
| 1969 |      | Дзета                             | Z                                 | Коста-Гаврас                                             | делегований продюсер |
| 1970 |      | Товариші                          | Camarades                         | Марін Карміц                                             |                      |
| 1970 |      | Душитель                          | L'étrangleur                      | Поль Веккіалі                                            |                      |
| 1972 |      | Стан облоги                       | État de siège                     | Коста-Гаврас                                             | делегований продюсер |
| 1973 |      | Дім, милий дім                    | Home Sweet Home                   | Бенуа Ламі                                               | співпродюсер         |
| 1975 |      | Війна в Алжирі                    | La guerre d'Algérie               | Ів Кур'єр, Філіпп Моньє                                  |                      |
| 1975 |      | Спеціальний відділ                | Section spéciale                  | Коста-Гаврас                                             |                      |
| 1976 |      | Чорні і білі в кольорі            | La victoire en chantant           | Жан-Жак Анно                                             |                      |
| 1976 |      | Пустеля татар                     | Il deserto dei tartari            | Валеріо Дзурліні                                         |                      |
| 1977 |      | Арденнська шинка                  | Jambon d'Ardenne                  | Бенуа Ламі                                               |                      |
| 1979 |      | Усиновлення                       | L'adoption                        | Марк Грюнебаум                                           |                      |
| 1982 |      | Буремні сорокові                  | Les quarantièmes rugissants       | Крістіан де Шалонж                                       |                      |
| 1988 | т/с  | Медицина для людей                | Médecins des hommes               | Марун Багдаді, Ів Буассе, Ален Корно та ін.              |                      |
| 1989 | док. | Мавп'ячий народ                   | Le peuple singe                   | Жерар В'єнн                                              |                      |
| 1991 |      | Підвішене життя                   | Hors la vie                       | Марун Багдаді                                            |                      |
| 1992 |      | Гюльваар                          | Guelwaar                          | Усман Сембен                                             |                      |
| 1995 | док. | Діти Люм'єра                      | Les enfants de Lumière            | Андре Ассео, П'єр Біллар, Ален Корно, Клод Міллер та ін. |                      |
| 1996 | док. | Мікрокосмос                       | Microcosmos: Le peuple de l'herbe |                                                          |                      |
| 1999 |      | Гімалаї                           | Himalaya — l'enfance d'un chef    | Ерік Валлі, Мішель Деба                                  |                      |
| 2001 | док. | Птахи                             | Le peuple migrateur               | Жак Перрен, Жак Клюзо, Мішель Деба                       |                      |
| 2002 |      |                                   | L'empire du milieu du sud         | Ерік Деру, Жак Перрен                                    |                      |
| 2002 | т/с  | Птахи: Крила природи              | Les ailes de la nature            | Жак Клюзо                                                |                      |
| 2004 |      | Хористи                           | Les Choristes                     | Крістоф Барратьє                                         |                      |
| 2007 |      | Крихкі герої                      | Héros fragiles                    | Еміліо Пакуль                                            | співпродюсер         |
| 2008 |      | Реальна любов 2: Паризькі історії | Modern Love                       | Стефан Казанджян                                         |                      |
| 2008 |      | Тебарлі                           | Tabarly                           | П'єр Марсель                                             |                      |
| 2008 |      | Париж! Париж!                     | Faubourg 36                       | Крістоф Барратьє                                         |                      |
| 2009 |      | Повстала                          | L'insurgée                        | Лорен Перро                                              |                      |
| 2009 | док. | Океани                            | Océans                            | Жак Перрен, Жак Клюзо                                    |                      |
| 2015 | док. | Сезони                            | Les saisons                       | Жак Перрен, Жак Клюзо                                    |                      |
| 2016 |      | Аутсайдер                         | L'Outsider                        | Крістоф Барратьє                                         | співпродюсер         |

Режисер і сценарист
| Рік  |          | Назва українською  | Оригінальна назва           | Режисер | Сценарист |
| ---- | -------- | ------------------ | --------------------------- | ------- | --------- |
| 1982 |          | Буремні сорокові   | Les quarantièmes rugissants |         | Так       |
| 1988 | т/с      | Медицина для людей | Médecins des hommes         | Так     | Так       |
| 2001 | док.     | Птахи              | Le peuple migrateur         | Так     | Так       |
| 2002 | док.     |                    | L'empire du milieu du sud   | Так     | Так       |
| 2009 | док.     | Океани             | Océans                      | Так     | Так       |
| 2011 | док. т/с | Жителі океанів     | Le Peuple des océans        | Так     | Так       |
| 2015 | док.     | Сезони             | Les saisons                 | Так     | Так       |

## Визнання
| Рік                                    | Категорія                                   | Фільм                     | Результат |
| -------------------------------------- | ------------------------------------------- | ------------------------- | --------- |
| Венеційський міжнародний кінофестиваль |                                             |                           |           |
| 1900                                   | Кубок Вольпі за найкращу чоловічу роль      | Пошуки та Напівлюдина     | Перемога  |
| Премія Оскар                           |                                             |                           |           |
| 1970                                   | Найкращий фільм                             | Дзета                     | Номінація |
| 2003                                   | Найкращий документальний фільм              | Птахи                     | Номінація |
| Премія «Сезар»                         |                                             |                           |           |
| 1997                                   | Найкращий продюсер                          | Мікрокосмос               | Перемога  |
| 2002                                   | Найкращий дебютний фільм                    | Птахи                     | Номінація |
| 2011                                   | Найкращий документальний фільм              | Океани                    | Перемога  |
| Премія Європейської кіноакадемії       |                                             |                           |           |
| 2002                                   | Найкращий європейський документальний фільм | Птахи                     | Номінація |
| 2004                                   | Найкращий європейський фільм                | Хористи                   | Номінація |
| Премія «Гойя»                          |                                             |                           |           |
| 2003                                   | Найкращий документальний фільм              | Птахи                     | Номінація |
| Премія BAFTA                           |                                             |                           |           |
| 2005                                   | Найкращий фільм не англійською мовою        | Хористи                   | Номінація |
| Міжнародний кінофестиваль в Люшоні     |                                             |                           |           |
| 2011                                   | Найкращий актор                             | Людовик XI: Розбита влада | Перемога  |